# DBU Lolland-Falster
DBU Lolland-Falster er en lokalunion for fodboldklubber på Lolland-Falster, som blev stiftet den 29. juli 1906. Unionen har adresse i Nykøbing Falster og er medlem af Foreningen af Lokalunioner i Danmark (FLU) under Dansk Boldspil-Union (DBU) og derigennem Danmarks Idræts-Forbund (DIF). Klubber beliggende på Lolland-Falster og de omkringliggende øer kan optages som medlem af DBU Lolland-Falster.
Unionen er den næstyngste og 5. største lokalunion under DBU.

## Ekstern henvisning
- DBU Lolland-Falsters officielle hjemmeside

| Fodbold | Spire Denne artikel om en fodboldorganisation er en spire som bør udbygges. Du er velkommen til at hjælpe Wikipedia ved at udvide den. |